# Koszmosz–559
A Koszmosz–559 (oroszul: Космос–559) 1973-ban indított szovjet Zenyit–4MK típusú felderítő műhold volt.

## Rendeltetése
Manőverezőképességgel rendelkező, harmadik generációs Zenyit–4MK típusú fotófelderítő műhold. Katonai célú fényképes felderítést végzett. Gamma-sugár-kristály és szcintillációspektrométer segítségével atomkísérletek ellenőrzését végezte.

## Repülés jellemzői
1973. május 18-án a Pleszeck űrrepülőtérről egy Szojuz–U hordozórakétával indították alacsony Föld körüli pályára. Ez volt az első Szojuz–U típus indítása. A műhold keringési ideje 65,4 perc, a pályasík elhajlása 89,8° volt. Az elliptikus pályamagassága a perigeumban 204 km, az apogeumnál 325 km volt. A műhold teljes tömege 4000 kg. Aktív szolgálati ideje 5 nap volt, 1973. május 23-án a visszatérő egysége sikeresen visszatért a Földre.

## Külső hivatkozások
- A Koszmosz–559 a NASA adatbázisában. nasa.gov. (Hozzáférés: 2012. november 27.)